# Paranoá Esporte Clube
Le Paranoá Esporte Clube est un club brésilien de football basé à Brasilia dans le District fédéral.

## Palmarès
- Championnat de Brasilia de football de deuxième division :
  - Champion : 2004